# 金輔鉉大學
金輔鉉大學位於平壤市樂浪區域，1947年成立，前身為朝鮮其中一個培訓農業管理幹部的基地。1994年，為紀念金日成的祖父金輔鉉而更名。該大學設置了十個專業，以教授農業技術為主，學生多為合作農場作業班以上的幹部。1996年，該校校長是金鐘奎。